# Santuário de Las Nazarenas

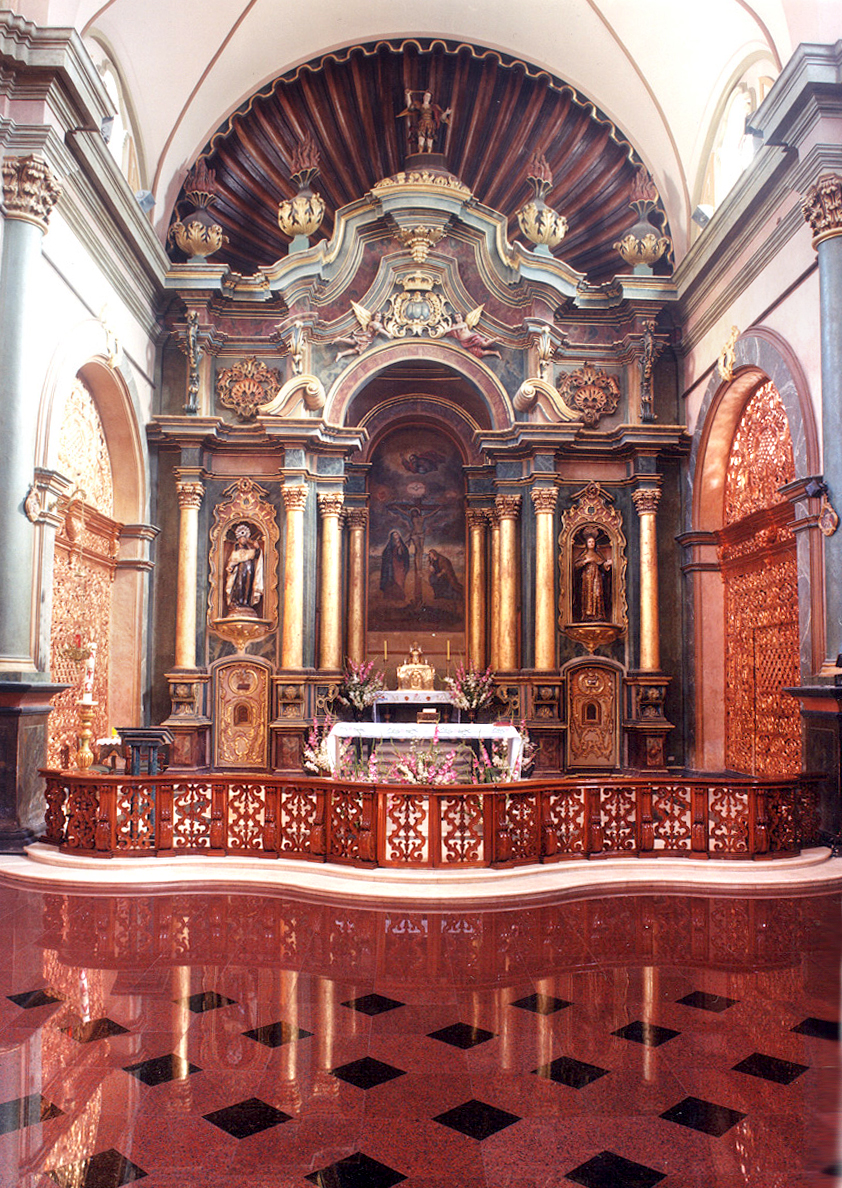
Altar no Santuário de Las Nazarenas

O Santuário de Las Nazarenas é um dos templos católicos mais populares da cidade de Lima. É o foco da mais grandes procissõe do Peru no dia de sua Padroeira, Senhor dos Milagres de Nazarenas,  18 de Outubro.